# Carole Martínez
Carole Martínez (Créhange, Francia, 10 de noviembre de 1966) es una escritora francesa.

## Biografía
Descendiente de españoles y otrora actriz, Carole Martínez estudió francés en la Universidad de París VII Denis Diderot, donde siguió los cursos de literatura y filosofía de Marie Depussé, Benny Lévy y Jean Delabroy. Enseñó francés siete años en un colegio de Sarcelles y luego en Issy-les-Moulineaux, en Île-de-France. Escribió para diferentes revistas y elaboró una tesis de maestría sobre Le sang dans l'oeuvre de Faulkner ("La sangre en la obra de Faulkner").

## Obras publicadas
Publicó un libro para jóvenes, Le Cri du livre, Pocket 1998) y luego la novela Le Coeur cousu (París: Gallimard en 2007). Por él obtuvo ocho premios literarios: el premio Renaudot para profesores de 2007, el premio Roblès, el premio Ouest France Etonnants Voyageurs, el Découverte Prince de Mónaco, la Bourse Thylde Monnier, entre otros.

## Los hilos del corazón
Le Coeur cousu (Los hilos del corazón) se inspira en las leyendas de su tradición familiar española, en particular en las de su abuela, una portera de París. Con esta obra obtuvo un gran éxito en Francia. Los hilos del corazón posee elementos de Realismo mágico y narra las aventuras de un linaje de mujeres que se transmite en una misteriosa caja de costura. La heroína, Frasquita Carrasco, es una mujer con poderes extraordinarios que, en la España del XIX, huye de Andalucía (donde su marido la pierde en una pelea de gallos) y cruza el Mediterráneo refugiándose en Argelia con sus seis hijos.

## Influencias
Provista de pasajes líricos suntuosos y anécdotas crueles, Los hilos del corazón recuerda la obra de Gabriel García Márquez o Isabel Allende, aunque en la tercera parte de su novela se siente  particularmente la presencia de Pedro Páramo de Juan Rulfo. También ha leído mucho a Víctor Hugo, Baudelaire y García Lorca.

## Obras
- Le Cri du livre, Pocket, 1998. (Reeditado en 2011 como L'Œil du Témoin)[6]
- Le Coeur cousu, París: Gallimard, 2007.
- Du domaine des Murmures, 2011[7]
- La terre qui penche, 2015[8]